# 加藤正顕
加藤 正顕（かとう まさあきら、元文2年（1737年） - 没年不詳）は、江戸時代の武士、旗本。通称は萬次郎、金四郎、幸次郎、勘助。平岡資模の二男。加藤政峯の養子となった。子に正燭、娘（門奈直暉室）、娘（伴政時室）、平岡資能（平岡房虎の養子）がいる。

## 生涯
宝暦13年（1763年）数え27歳で家督を継ぐ。蔵米300俵。明和2年（1765年）徳川家治に拝謁する。安永元年（1772年）小普請組頭となり、寛政10年（1798年）8月淑姫に仕えるようになる。同年12月布衣を許される。